# Буревісник (Ітуруп)
Буревісник (рос. Буревестник) — село у Курильському міському окрузі Сахалінської області Російської Федерації.
Населення становить 53 особи (2013).

## Історія
З 1905 по 3 вересня 1945 року у складі губернаторства Карафуто Японії, відтак у складі Курильського міського округу Сахалінської області.

## Населення
| 2002 | 2010 |
| ---- | ---- |
| 188  | ↘53  |